# Giampiero Maini
Pour les articles homonymes, voir Maini.
Giampiero Maini (né le 29 septembre 1971 à Rome) est un joueur de football italien, évoluant au poste de milieu de terrain.
Il a été une fois international italien en 1997 alors qu'il jouait au Vicence Calcio, et 5 fois avec les moins de 21 ans. Il joue actuellement chez les amateurs, dans l'équipe de Fabriano.

## Biographie
Dans les minutes qui suivent la fin de la demi-finale retour Bologne - Marseille en Coupe UEFA 1998-1999, Giampiero Maini participe à la bagarre entre joueurs et il sanctionné par l'UEFA d'une suspension de trois matches européens. 